# 生きテク
生きテクは、自殺防止を目的とした、生きるための技術を集めたウェブサイト。

## 概要
2007年当時、日本の自殺者数が年間3万人を超えていた。インターネット上では自殺の方法を紹介するウェブサイトは無数にあふれていたが、自殺しなくても済む方法を網羅的に紹介するサイトが無いとして、オキタリュウイチが開設。
同サイトは自殺を思い止まった人たち数百人のインタビューを元に、解決方法をアーカイブ化したものである。
問題解決の体験談を悩み別に「恋愛」「過労」「病気」「いじめ」「死別」「暴力」「借金」「その他」に分類し、解決方法を「文芸系」「身体系」「場所系」「アカデミック系」「コミュニケーション・出会い系」「働く系」「時間系」「法律・制度系」の８つに分類。計１６項目から解決方法を選べる仕様。
2008年1月1日に開設以来、計26000人以上が同サイトを見て自殺をやめたとされている（2018年9月12日時点）。

## 生きテクに関連した活動
2007年7月、9月に自殺を踏みとどまらせるメッセージ入りのTシャツを着た老若男女が都心を練り歩く、ゲリラ的イベントを開催。
2008年1月、JR新橋駅前で自殺で父を亡くした女性が書いた「天国のお父さんへ」と題する手紙のコピーと生きテクのチラシをギャルファッションの若い女性達が配るイベントを開催。
2008年5月、生きテクの認知度アップの施策として、オキタリュウイチ、当時杉並区の区長だった山田宏、杉並区役所の職員らで、自殺ZEROキャンペーンイベントを開催。阿佐ヶ谷駅前で「生きテク」「杉並ク」などと書かれた風船を掲げ、フリーペーパーを配る。
これらの活動は読売新聞、東京新聞、毎日新聞、めざましテレビ、Yahoo!ニュースなど各種メディアで取り上げられ、話題となった。